# ウルトラ・マドンナ〜グレイテスト・ヒッツ
『ウルトラ・マドンナ〜グレイテスト・ヒッツ 』（The Immaculate Collection）は、マドンナの1990年に発表された初のベスト・アルバムで通算8枚目のレコーディングである。現在なお売り続けているロングセラーで、全世界3千万枚以上の売り上げを記録し、マドンナ作品の中では最大のヒット作である。

## 概要
マドンナの80年代のヒット曲を包括的に収集した作品と言えるが、1990年のシングル「ヴォーグ」と、新曲「ジャスティファイ・マイ・ラヴ」「レスキュー・ミー」も収録されている。その結果、1982年から1990年までのマドンナのヒット曲を収録した合計17曲のグレイテスト・ヒッツ・アルバムである。また、彼女の80年代の全てのヒット曲が収録されている訳ではなく、全米第1位曲「フーズ・ザット・ガール」をはじめ「コモーション」、「トゥルー・ブルー」などのトップ3の大ヒット曲など合計13曲のシングルは最終的に外された。なお、「ウルトラ・マドンナ」の続編と言えるグレイテスト・ヒッツ・アルバムは1991年から2001年のヒット曲を収集した『グレイテスト・ヒッツ VOL.2』である
他に挙がっていた収録候補曲で最終的にカットされたヒット曲の一部の例は次のものである。
- Everybody　(1982)
- Burning Up　(1983)
- Angel　(1985)
- Dress You Up　(1985)
- True Blue　(1986)
- Who's That Girl　(1987)
- Causing a Commotion　(1987)
- Oh Father　(1989)
- Keep It Together　(1989)
- Hanky Panky　(1990)

またアルバムと共に『ベスト・ヒット・コレクション』（The Immaculate Collection）の名でビデオクリップ集がVHSで発売された。1999年にはDVD化された。収録曲はCDとは異なる。

### アルバムの名前の由来
アルバムの原題は、カトリック教会の教義である処女マリア（いわゆるマドンナ）の無原罪の御宿り（"The Immaculate Conception")をもじった"The Immaculate Collection"である。『ライク・ア・プレイヤー』から「ブロンド・アンビション・ツアー」で取り扱われた宗教テーマの延長で、宗教団体及びバチカンからの非難に答えた皮肉のこもった返答である。アルバム自体は「"The Pope(ローマ教皇）"」に捧げられているので、当時のローマ法王ヨハネ・パウロ2世に捧げられたと思われているが、実際に捧げられているのはマドンナの弟で「ブロンド・アンビション・ツアー」の芸術監督を務めたクリストファー・チッコーネである。「"The Pope"」とはクリストファーの当時のあだ名であった。

### Qサウンドとリミックス
アルバムの全17曲は、1990年に三次元の仮想サラウンド技術として登場したQサウンド(QSound)でミックスをされている。『ウルトラ・マドンナ』はQサウンドを導入した最初のアルバムである。新曲2曲を除いた全曲は『ウルトラ・マドンナ』のために新しくアレンジされたリミックスで、「ヴォーグ」で起用された音楽プロデューサー、シェップ・ペティボーンを筆頭に、マイケル・ハッチェンソン、日本人のミックス・エンジニアGOH HOTODAによって、ミックスされている。CDの限られた時間帯に合わせるために、ほとんどの原曲がカット・ダウンされ、全時間帯73分34秒で抑えられている。また「ライク・ア・プレイヤー」、「エクスプレス・ユアセルフ」は原曲と全く異なるダンス・ヴァージョンであり、「イントゥ・ザ・グルーヴ」もシェップ・ペティボーンによる『ユー・キャン・ダンス』の8分26秒に及ぶダンス・ヴァージョンを改めてリミックスした原曲とは違ったものになっている。

### 評価と商業的成功
新曲の「ジャスティファイ・マイ・ラヴ」と「レスキュー・ミー」は両方シングルとして発表され、Top10に入るヒットとなった。特に、レニー・クラヴィッツと共作した「ジャスティファイ・マイ・ラヴ」は、過激なプロモーションビデオが放送禁止となるなど、話題を集め全米第1位となった。またトラックに乗せて詞を朗読する新しいスタイルを取り入れ、次作『エロティカ』に繋がる楽曲となっている。1990年代後半までに約2000万枚を売り上げ、『ウルトラ・マドンナ』はソロ・アーティストのベスト・アルバムの中で最も売り上げの高いアルバムになった。現在までに3000万枚を売り上げている。2006年には、英国レコード産業協会はソロ・アーティストによるアルバムの中、英国音楽史上最も売り上げの高いアルバムに認定した。また、英国のアルバム・チャートでは9週間連続第1位に止まり、記録を破った。この記録は、アデルの『21』が2011年に記録を塗り替えるまで、最長のものであった。米音楽雑誌ブレンダーは「ウルトラ・マドンナ」を「史上最も偉大な100のアメリカン・アルバム」の第1位に選んだ。「ローリング・ストーン誌が選ぶオールタイム・ベストアルバム500」に於いても、138位にランクイン。

## 収録曲
| #   | 曲名                           | Title             | 作曲者                                  | プロデューサー                           | 時間 |
| --- | ------------------------------ | ----------------- | --------------------------------------- | ---------------------------------------- | ---- |
| 1.  | ホリデイ                       | Holiday           | Curtis Hudson, Lisa Stevens             | John "Jellybean" Benitez                 | 4:06 |
| 2.  | ラッキー・スター               | Lucky Star        | Madonna                                 | Reggie Lucas                             | 3:37 |
| 3.  | ボーダーライン                 | Borderline        | Reggie Lucas                            | Reggie Lucas                             | 4:00 |
| 4.  | ライク・ア・ヴァージン         | Like a Virgin     | Tom Kelly, Billy Steinberg              | Nile Rodgers                             | 3:11 |
| 5.  | マテリアル・ガール             | Material Girl     | Peter Brown, Robert Rans                | Nile Rodgers                             | 3:53 |
| 6.  | クレイジー・フォー・ユー       | Crazy for You     | John Bettis, Jon Lind                   | John "Jellybean" Benitez                 | 3:45 |
| 7.  | イントゥ・ザ・グルーヴ         | Into the Groove   | Madonna, Stephen Bray                   | Madonna, Stephen Bray, Shep Pettibone    | 4:09 |
| 8.  | リヴ・トゥ・テル               | Live to Tell      | Madonna, Patrick Leonard                | Madonna, Patrick Leonard                 | 5:18 |
| 9.  | パパ・ドント・プリーチ         | Papa Don't Preach | Brian Elliot, Madonna                   | Madonna, Stephen Bray                    | 4:11 |
| 10. | オープン・ユア・ハート         | Open Your Heart   | Madonna, Gardner Cole, Peter Rafelson   | Madonna, Patrick Leonard                 | 3:51 |
| 11. | ラ・イスラ・ボニータ〜美しき島 | La Isla Bonita    | Madonna, Patrick Leonard, Bruce Gaitsch | Madonna, Patrick Leonard                 | 3:48 |
| 12. | ライク・ア・プレイヤー         | Like a Prayer     | Madonna, Patrick Leonard                | Madonna, Patrick Leonard, Shep Pettibone | 5:51 |
| 13. | エクスプレス・ユアセルフ       | Express Yourself  | Madonna, Stephen Bray                   | Madonna, Patrick Leonard, Shep Pettibone | 4:04 |
| 14. | チェリッシュ                   | Cherish           | Madonna, Patrick Leonard                | Madonna, Patrick Leonard,                | 3:52 |
| 15. | ヴォーグ                       | Vogue             | Madonna, Shep Pettibone                 | Madonna, Shep Pettibon, Craig Kostich    | 5:19 |
| 16. | ジャスティファイ・マイ・ラヴ   | Justify My Love   | Lenny Kravitz, Ingrid Chavez, Madonna   | Lenny Kravitz, André Betts               | 5:00 |
| 17. | レスキュー・ミー               | Rescue Me         | Madonna, Shep Pettibone                 | Madonna, Shep Pettibone                  | 5:31 |

## シングル
| #  | 曲名                         | Title                               | リリース      |
| -- | ---------------------------- | ----------------------------------- | ------------- |
| 1. | ジャスティファイ・マイ・ラヴ | Justify My Love                     | 1990年11月6日 |
| 2. | レスキュー・ミー             | Rescue Me                           | 1991年2月26日 |
| 3. | クレイジー・フォー・ユー*    | Crazy for You (New Remixed Version) | 1991年2月18日 |
| 4. | ホリデイ**                   | Holiday                             | 1991年6月4日  |

- *英国のみ再発売、新しいリミックス・ヴァージョンである。
- **英国のみ再発売

## 限定版とミニ・アルバム
1991年に限定版として『ロイヤル・ボックス』（The Royal Box）と題されたCD/カセットとVHSのビデオクリップ集のボックス・セットが発売された。マドンナの写真の絵葉書、ポスターなどが収められている。
また同年、ヨーロッパではミニ・アルバム/EP『ホリデイ・コレクション』（The Holiday Collection）が限定発売された。内容は「ホリデイ」の原曲ヴァージョン、『ウルトラ・マドンナ』に収録されなかった3つの大ヒット曲「トゥルー・ブルー」、「フーズ・ザット・ガール」、「コモーション」が収録された。また「コモーション」は原曲では無く「Silver Screen single mix」と言うリミックス・ヴァージョンである。英国では「ホリデイ」がシングルとして実に三度目に発売されチャートでは第5位に登った。

## チャート
| チャート (1990-1991年)                 | 最高位 |
| -------------------------------------- | ------ |
| アルゼンチン (CAPIF)                   | 1      |
| オーストラリア (ARIA)                  | 1      |
| カナダ (RPM)                           | 1      |
| カナダ (The Record)                    | 1      |
| オランダ (MegaCharts)                  | 10     |
| ヨーロッパ (Music & Media)             | 3      |
| フィンランド (Suomen virallinen lista) | 1      |
| フランス (SNEP)                        | 4      |
| ドイツ (Offizielle Top 100)            | 10     |
| ギリシャ (IFPI)                        | 5      |
| ハンガリー (MAHASZ)                    | 6      |
| アイスランド (Tónlist)                 | 6      |
| アイルランド (IFPI)                    | 1      |
| イタリア (Musica e dischi)             | 10     |
| 日本 (オリコン)                        | 5      |
| ニュージーランド (RMNZ)                | 3      |
| ノルウェー (VG-lista)                  | 14     |
| ポルトガル (AFP)                       | 6      |
| 南アフリカ (RISA)                      | 23     |
| スペイン (PROMUSICAE)                  | 5      |
| スウェーデン (Sverigetopplistan)       | 8      |
| スイス (Schweizer Hitparade)           | 3      |
| UK アルバムズ (OCC)                    | 1      |
| US Billboard 200                       | 2      |
| US Top R&B/Hip-Hop Albums (Billboard)  | 81     |

| チャート (2000–2023年)                        | 最高位 |
| --------------------------------------------- | ------ |
| オーストリア (Ö3 Austria)                     | 6      |
| ベルギー (Ultratop Flanders)                  | 33     |
| ベルギー (Ultratop Wallonia)                  | 156    |
| カナダ (Billboard)                            | 93     |
| クロアチア インターナショナル・アルバム (HDU) | 16     |
| デンマーク (Hitlisten)                        | 4      |
| アイルランド (IRMA)                           | 2      |
| イタリア (FIMI)                               | 52     |
| メキシコ (AMPROFON)                           | 65     |
| スコットランド (OCC)                          | 7      |
| US Top Catalog Albums (Billboard)             | 6      |

| チャート (2008年)    | 最高位 |
| -------------------- | ------ |
| アルゼンチン (CAPIF) | 9      |

| 年   | チャート                                              | 順位 |
| ---- | ----------------------------------------------------- | ---- |
| 1990 | オーストラリア (ARIA)                                 | 5    |
| 1990 | カナダ (RPM)                                          | 40   |
| 1990 | オランダ (Album Top 100)                              | 51   |
| 1990 | イギリス (OCC)                                        | 1    |
| 1991 | オーストラリア (ARIA)                                 | 8    |
| 1991 | カナダ (RPM)                                          | 9    |
| 1991 | オランダ (Album Top 100)                              | 21   |
| 1991 | ヨーロッパ (Music & Media)                            | 9    |
| 1991 | ドイツ (Offizielle Top 100)                           | 48   |
| 1991 | 日本 (Oricon)                                         | 48   |
| 1991 | ニュージーランド (RMNZ)                               | 30   |
| 1991 | スイス (Schweizer Hitparade)                          | 30   |
| 1991 | イギリス (OCC)                                        | 8    |
| 1991 | 全米 Billboard 200                                    | 8    |
| 1991 | 全米 キャッシュボックス アルバム                      | 15   |
| 1992 | オーストラリア (ARIA)                                 | 39   |
| 1992 | 全米 Billboard 200                                    | 88   |
| 1993 | オーストラリア (ARIA)                                 | 20   |
| 1995 | 全米 トップ・ポップ・カタログ・アルバム (Billboard)   | 42   |
| 1996 | 全米 トップ・ポップ・カタログ・アルバム (Billboard)   | 45   |
| 1999 | 全米 トップ・ポップ・カタログ・アルバム (Billboard)   | 37   |
| 2000 | ベルギー (Ultratop Flanders)                          | 97   |
| 2000 | オランダ (Album Top 100)                              | 95   |
| 2000 | フィンランド 洋楽アルバム (Suomen virallinen lista)   | 133  |
| 2000 | イギリス (OCC)                                        | 82   |
| 2000 | 全米 トップ・ポップ・カタログ・アルバム (Billboard)   | 39   |
| 2001 | イギリス (OCC)                                        | 90   |
| 2002 | 全米 トップ・ポップ・カタログ・アルバム (Billboard)   | 23   |
| 2004 | ベルギー ミッドプライス・アルバム (Ultratop Flanders) | 19   |
| 2004 | ベルギー ミッドプライス・アルバム (Ultratop Wallonia) | 48   |

| チャート (1990–1999年) | 順位 |
| ---------------------- | ---- |
| イギリス (OCC)         | 7    |

## 認定とセールス
| 国/地域                                                                                  | 認定         | 認定/売上数 |
| ---------------------------------------------------------------------------------------- | ------------ | ----------- |
| アルゼンチン (CAPIF)                                                                     | 6× Platinum  | 360,000^    |
| オーストラリア (ARIA)                                                                    | 12× Platinum | 880,000     |
| オーストリア (IFPI Austria)                                                              | Platinum     | 50,000*     |
| ブラジル (ABPD)                                                                          | 2× Platinum  | 500,000*    |
| カナダ (Music Canada)                                                                    | 7× Platinum  | 700,000^    |
| デンマーク (IFPI Danmark)                                                                | Platinum     | 80,000^     |
| フィンランド (Musiikkituottajat)                                                         | Platinum     | 92,500      |
| フランス (SNEP)                                                                          | Diamond      | 1,100,000   |
| ドイツ (BVMI)                                                                            | 3× Gold      | 750,000^    |
| 香港                                                                                     |              | 20,000      |
| イスラエル                                                                               |              | 50,000      |
| イタリア                                                                                 |              | 250,000     |
| 日本 (RIAJ)                                                                              | 4× Platinum  | 800,000^    |
| メキシコ                                                                                 |              | 800,000     |
| オランダ (NVPI)                                                                          | 3× Platinum  | 300,000^    |
| ニュージーランド (RMNZ)                                                                  | 7× Platinum  | 105,000^    |
| 南アフリカ                                                                               | Platinum     | 50,000      |
| スペイン (PROMUSICAE)                                                                    | 3× Platinum  | 300,000^    |
| スウェーデン (GLF)                                                                       | Gold         | 50,000^     |
| スイス (IFPI Switzerland)                                                                | Platinum     | 50,000^     |
| イギリス (BPI)                                                                           | 13× Platinum | 3,900,000   |
| アメリカ合衆国 (RIAA)                                                                    | 11× Platinum | 11,000,000  |
| 概要                                                                                     |              |             |
| 全世界                                                                                   |              | 30,000,000  |
| * 認定のみに基づく売上数 · ^ 認定のみに基づく出荷枚数 · 認定のみに基づく売上数と再生回数 |              |             |